# Jardin de Sculpture romane de Lozay

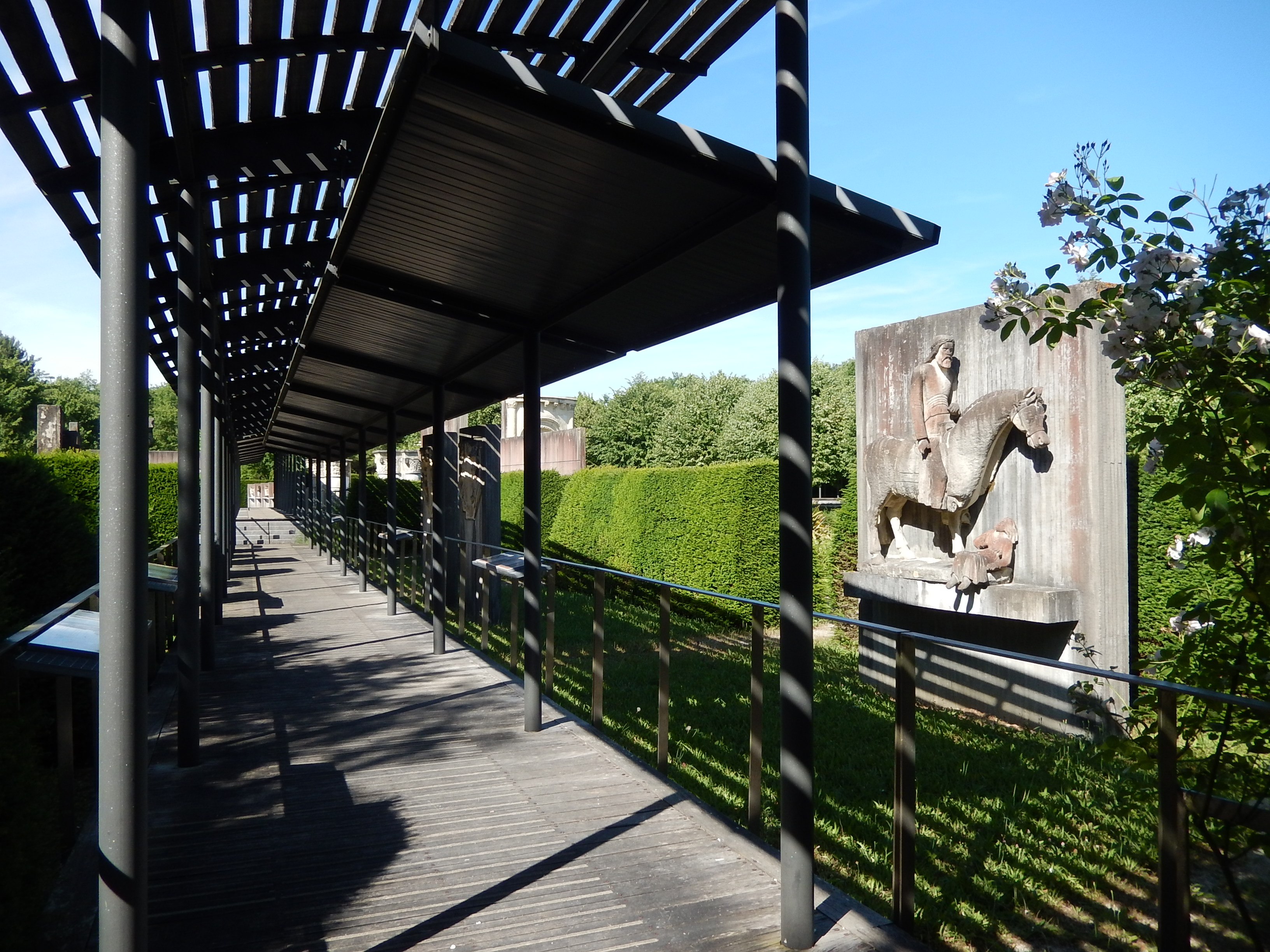
Une des allées de ce musée de plein air.

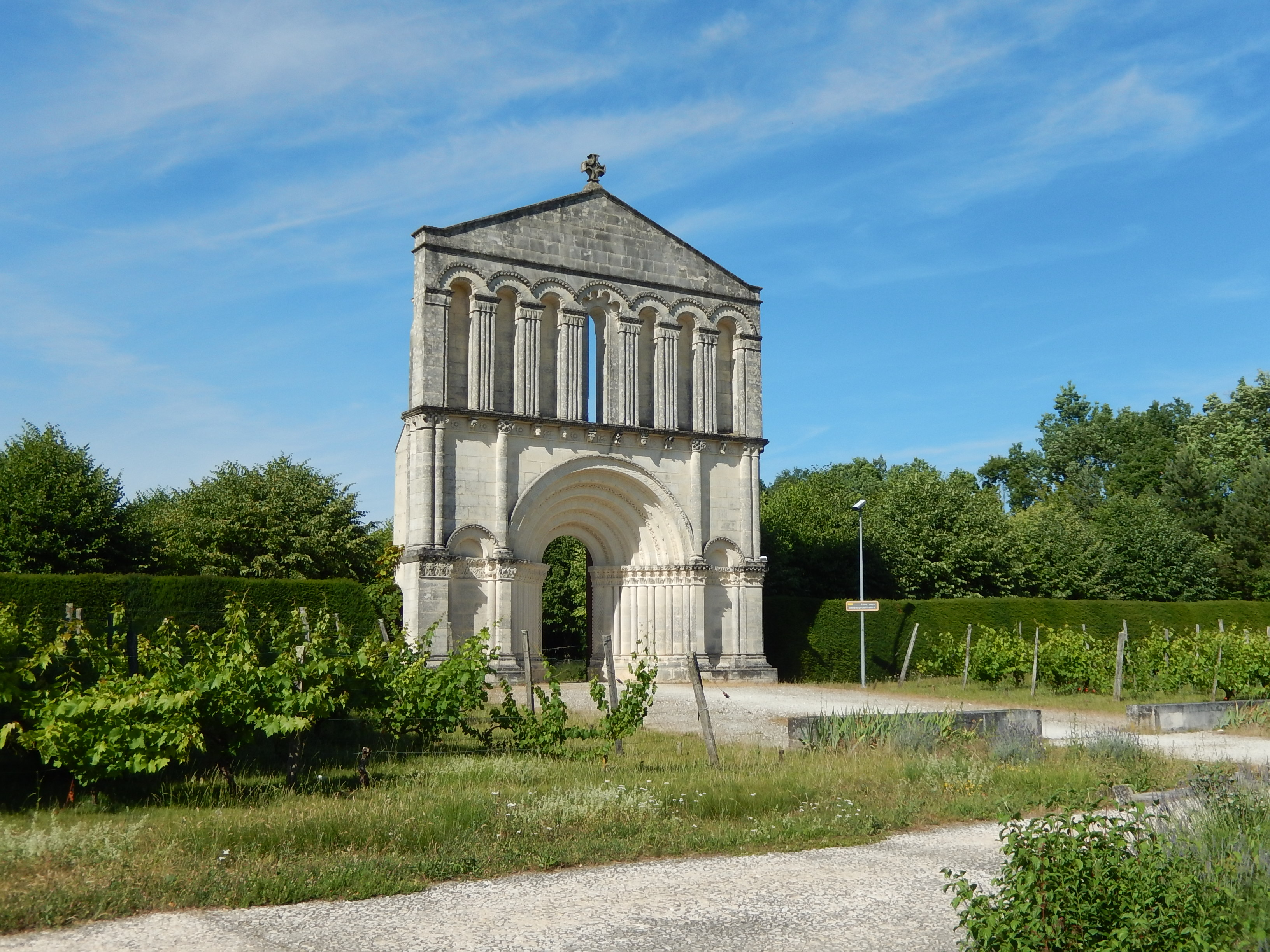
L'entrée du jardin de Sculpture romane, sur l'aire autoroutière de Lozay.

Le jardin de Sculpture romane, à Lozay, est un musée en plein air consacré à l'art roman saintongeais. Créé en 1996 par les autoroutes du sud de la France (ASF) et le conseil général du département, il est situé sur une aire de repos de l'autoroute A10. Il est accessible gratuitement, à la fois par l'autoroute et par la route départementale 107.
Cet espace propose une introduction à l'art roman saintongeais à travers des reconstitutions totales ou partielles de monuments emblématiques de la Saintonge romane. Les visiteurs peuvent ainsi observer une maquette de la lanterne des morts de Fenioux ou de la façade de l'église d'Échebrune, de même qu'une série de chapiteaux et de sculptures disséminées parmi la végétation, reproductions fidèles réalisées en suivant les techniques traditionnelles par des compagnons du tour de France.
L'art roman saintongeais se distingue par des constructions généralement modestes, adaptées à une société rurale, par un équilibre des masses et par une profusion de sculptures, en particulier sur les façades (Chadenac, Corme-Écluse, Corme-Royal...) mais aussi sur les murs du chevet (Rioux, Rétaud, Talmont...). Certains thèmes iconographiques sont récurrents : les vieillards de l'Apocalypse, les vierges sages et les vierges folles, le combat des vices et des vertus notamment. Le bestiaire roman est riche en animaux fantastiques (sirènes, chimères, grand'goule, monstres hybrides...) ou exotiques (lions...). Des scènes profanes sont parfois représentées sur les chapiteaux et les modillons (acrobates, jongleurs, masques hideux...).

## Pour approfondir
- Art roman
- Saintonge romane
- Liste des musées de la Charente-Maritime